# Gemeiner Dungkäfer
Der Gemeine Dungkäfer (Aphodius fimetarius) ist ein Käfer aus der Familie der Blatthornkäfer (Scarabaeidae).

## Merkmale
Die Käfer erreichen eine Körperlänge von 5-8 Millimetern. Die Färbung des Gemeinen Dungkäfers ist variabel. Der Halsschild ist in der Regel schwarz und besitzt rotbraune Vorderecken, die aber mitunter fehlen. Die Flügeldecken sind zumeist einfarbig kräftig rotbraun, es kann aber auch im letzten Viertel ein dunkler Fleck vorhanden sein. Manche Exemplare haben auch vollständig schwarze Flügeldecken. Der Halsschild ist zwischen größeren Punkten fein punktiert und an der Basis gerandet.

### Synonyme
- Scarabaeus bicolor Geoffroy in Fourcroy, 1785[1]
- Aphodius fimetivorus Gistel, 1857[1]

### Ähnliche Arten
In Mitteleuropa gibt es über 80 weitere Arten der Gattung Aphodius, von denen aber nur wenige rotbraune Flügeldecken haben, diese weisen dann jedoch zumeist dunkle Flecken auf und sind weniger rötlich. Einfarbig kräftig rotbraune Flügeldecken hat der sehr seltene, mit 10 bis 15 mm Länge deutlich größere Aphodius scrutator. Die schwarze Variante des Gemeinen Dungkäfers ist dagegen mit vielen weiteren, teilweise ebenfalls häufigen Arten zu verwechseln.
Bei sehr oberflächlicher Betrachtung kann man die Art auch mit entfernt verwandten Blatthornkäfern, wie den allgemein verbreiteten Gartenlaubkäfer oder Arten der Gattung Omaloplia verwechseln, die jedoch deutlich behaart sind. Eine gewisse Ähnlichkeit besteht auch zu einigen Borkenkäfern.

## Vorkommen
Die Tiere sind in Europa weit verbreitet. Außerdem bewohnen sie Asien und Nordafrika und wurden auch in Nordamerika eingeschleppt. Sie leben vor allem in offenem Gelände überall da, wo es Rinder und Pferde gibt.

## Lebensweise
Die Käfer können fliegend bei der Suche nach Nahrung vom zeitigen Frühjahr bis in den Herbst angetroffen werden. Sie ernähren sich von Rinder- und Pferdedung und sind auch an Aas zu finden. Nach der Paarung legen die Weibchen die Eier direkt in den Kot. Die Larven ernähren sich vom Kot. Wenn sie alt genug sind verpuppen sie sich. Aus der Puppe schlüpft der fertige Käfer.